# بيرت ساتكليف
بيرت ساتكليف (17 نوفمبر 1923 في نيوزيلندا - 20 أبريل 2001) (بالإنجليزية: Bert Sutcliffe)‏ هو لاعب كريكت نيوزلندي. شارك مع منتخب نيوزيلندا الوطني للكريكت.

## وصلات خارجية
- بيرت ساتكليف على موقع إي آس بي آن كريك إنفو (الإنجليزية)
- بيرت ساتكليف على موقع قاعة نيوزيلندا للمشاهير الرياضية (الإنجليزية)